# Margaux Hemingway

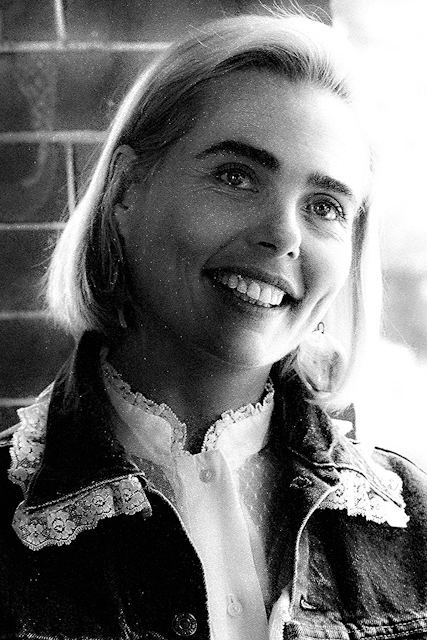
Margaux Hemingway (1993)

Margaux Hemingway (* 16. Februar 1954 in Portland, Oregon; † 1. Juli 1996 in Santa Monica, Kalifornien; eigentlich Margot Louise Hemingway) war eine US-amerikanische Schauspielerin und Model.

## Biografie
Margaux Hemingway war die Enkelin des Literaturnobelpreisträgers Ernest Hemingway und die ältere Schwester der Schauspielerin Mariel Hemingway. Sie wuchs auf der Farm ihres Großvaters in Ketchum (Idaho) auf.
Der Parfumhersteller Fabergé (Kosmetik) nahm sie 1975 für eine Million US-Dollar für seine neue Werbekampagne unter Vertrag. Ihre erste Filmrolle hatte sie in Eine Frau sieht rot (1976). 
Margaux Hemingways zwei Ehen, mit Erroll Weston und mit Bernard Foucher Ende der 1970er Jahre, scheiterten. In der Folge litt sie zunehmend an ihrer Alkoholkrankheit. 1988 ließ sie sich zum Entzug in das Betty Ford Center einweisen. Der Versuch, ihre Sucht zu überwinden, scheiterte, und Hemingway vereinsamte zunehmend.
Nachdem Nachbarn sie mehrere Tage nicht mehr gesehen hatten, brach die Polizei ein Fenster zu ihrer Wohnung auf und fand Hemingway tot auf. In ihrem Blut wurde eine Überdosis Sedativa gefunden. Hemingway hatte sich offensichtlich am Vortag des Jahrestages des Suizids ihres Großvaters ebenfalls selbst das Leben genommen. 
Margaux Hemingway war das fünfte Familienmitglied der Hemingways in drei Generationen, das durch Suizid starb. Neben ihrem Großvater haben sich auch ihr Urgroßvater, ihr Großonkel Leicester (13. September 1982 im Alter von 67 Jahren) und eine Schwester ihres Großvaters selbst getötet (vgl. Familie Hemingway).

## Filmografie (Auswahl)
- 1976: Eine Frau sieht rot (Lipstick)
- 1979: Piranhas II – Die Rache der Killerfische (Killer Fish)
- 1983: Over the Brooklyn Bridge
- 1984: Die Killermaschine (Goma-2)
- 1991: Fatale Leidenschaft (Inner Sanctum)
- 1993: Deadly Rivals – Ein Professor sieht rot (Deadly Rivals)
- 1994: Mirror Image – Im Spiegel der Angst (Double Obsession)
- 1995: Pleasures of Flesh (Inner Sanctum II)
- 1996: Dangerous Cargo